# Hawleyita

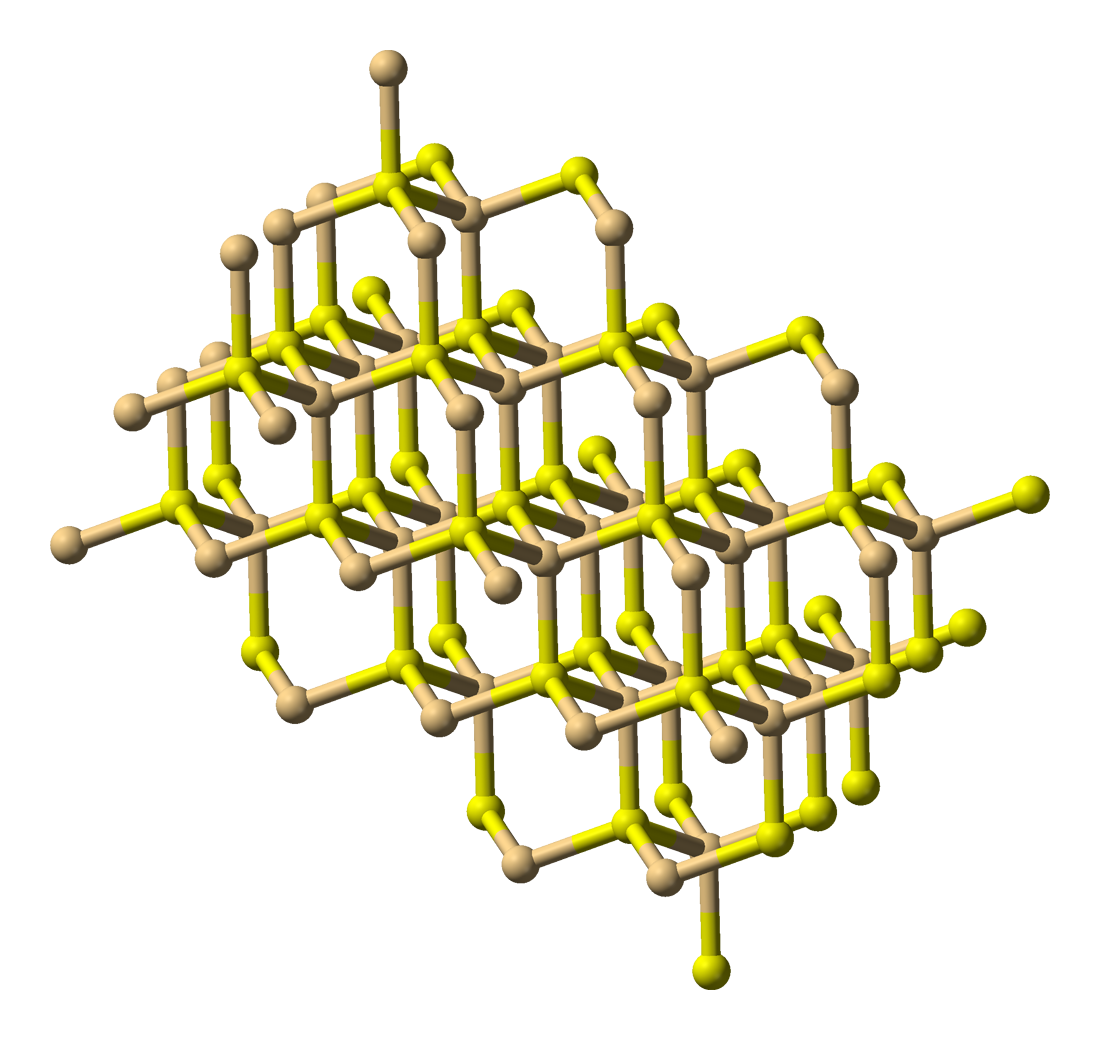
Estructura de la Hawleyita

La hawleyita es un mineral de sulfuro raro del grupo de la esfalerita, es dimorfo y se confunde fácilmente con la greenockita. Atendiendo a su composición química es un sulfuro de cadmio y se presenta como recubrimiento amarillo brillante encima de la esfalerita o de la siderita en ciertas cavidades pequeñas de las rocas, depositados por aguas meteóricas.
El mineral fue descubierto en 1955 en la mina Hector-Calumet, en el área de la colina de Keno-Galena,en Yukón y recibió su nombre en honor de minerólogo James Edwin Hawley (1897–1965), profesor en Queen's University de Ontario, en Canadá.